# Ostrówiec (gromada)
Ostrówiec (do 31 XII 1957 dzielnica Ostrowiec) – dawna gromada, czyli najmniejsza jednostka podziału terytorialnego Polskiej Rzeczypospolitej Ludowej w latach 1954–1972.
Gromady, z gromadzkimi radami narodowymi (GRN) jako organami władzy najniższego stopnia na wsi, funkcjonowały od reformy reorganizującej administrację wiejską przeprowadzonej jesienią 1954 do momentu ich zniesienia z dniem 1 stycznia 1973, tym samym wypierając organizację gminną w latach 1954–1972.
Gromadę Ostrówiec z siedzibą GRN w Ostrówcu utworzono 1 stycznia 1958 w nowo utworzonym powiecie otwockim w woj. warszawskim z obszaru zniesionej dzielnicy Ostrowiec ze zlikwidowanego powiatu miejsko-uzdrowiskowego Otwock (powiat ten – jako jedyny w Polsce – nie był podzielony na gromady lecz na dzielnice). Dla gromady ustalono 27 członków gromadzkiej rady narodowej.
W skład gromady Ostrówiec weszły obszary następujących (dawnych, czyli sprzed 1952) gromad: Brzezinka, Całowanie, Glinki, Janów, Kępa Nadbrzeska, Łukówiec, Nadbrzeż, Ostrowiec, Otwock Mały, Otwock Wielki, Piotrowice, Sobiekursk, Władysławów i Wygoda.
1 stycznia 1969 do gromady Ostrówiec włączono wsie Kosumce i Ostrówek ze zniesionej gromady Warszawice w tymże powiecie.
Gromada przetrwała do końca 1972 roku, czyli do kolejnej reformy gminnej.
Uwaga: Formalna nazwa gminy i dzielnicy to Ostrowiec (przez "o"), a gromady – Ostrówiec (przez "ó").